# Patrick Kaddu
Patrick Kaddu (Uganda, 9 de octubre de 1995) es un futbolista de Uganda que juega en la posición de delantero centro y que actualmente milita en el Kitara FC de la Liga Premier de Uganda.

## Carrera

### Club
| Periodo   | Club                  |
| --------- | --------------------- |
| 2011-2014 | Maroons FC            |
| 2014–2015 | Kiira Young FC        |
| 2015–2017 | Maroons FC            |
| 2017–2019 | KCCA FC               |
| 2019–2020 | RS Berkane            |
| 2020      | → Ismaily SC (cedido) |
| 2020–2021 | Youssoufia Berrechid  |
| 2021–2022 | KCCA FC               |
| 2022-2023 | Kitara FC             |
| 2023-2024 | Gor Mahia FC          |
| 2024-     | Kitara FC             |

### Selección nacional
Debutó con Uganda el 8 de septiembre de 2018 en el empate 0-0 ante Tanzania por la clasificación para la Copa Africana de Naciones de 2019 y su primer gol internacional lo anotó el 17 de noviembre de 2018 en la victoria por 1–0 sobre Cabo Verde por la misma competición, resultado que le dio la clasificación a Uganda a la Copa Africana de Naciones 2019.
El 12 de junio de 2019 Kaddu fue convocado para jugar la Copa Africana de Naciones 2019 en Egipto, donde anotó un gol el 22 de junio de 2019 en la victoria por 2–0 sobre República Democrática del Congo en el partido inaugural.

## Logros

### Club
- Uganda Premier League: 2018–19
- Uganda Cup: 2018

### Individual
- Goleador de la Copa de Uganda: 2018[10]